# Los Cabos Open 2022
Giải quần vợt Los Cabos Mở rộng 2022 (còn được biết đến với Abierto de Tenis Mifel vì lý do tài trợ) là một giải quần vợt ATP thi đấu trên mặt sân cứng ngoài trời. Đây là lần thứ 6 giải đấu được tổ chức, và là một phần của ATP Tour 250 trong ATP Tour 2022. Giải đấu diễn ra ở Los Cabos, Mexico từ ngày 1 đến ngày 6 tháng 8 năm 2022.

## Điểm và tiền thưởng

### Phân phối điểm
| Sự kiện | VĐ  | CK  | BK | TK | Vòng 1/16 | Vòng 1/32 | Q  | Q2 | Q1 |
| Đơn     | 250 | 150 | 90 | 45 | 20        | 0         | 12 | 6  | 0  |
| Đôi     | 250 | 150 | 90 | 45 | 0         | —         | —  | —  | —  |

### Tiền thưởng
| Sự kiện | VĐ       | CK      | BK      | TK      | Vòng 1/16 | Vòng 1/32 | Q2     | Q1     |
| Đơn     | $125,040 | $72,935 | $42,885 | $24,850 | $14,430   | $8,815    | $4,410 | $2,405 |
| Đôi*    | $43,440  | $23,250 | $13,630 | $7,610  | $4,490    | —         | —      | —      |

*mỗi đội

## Nội dung đơn

### Hạt giống
| Quốc gia | Tay vợt                 | Xếp hạng1 | Hạt giống |
| -------- | ----------------------- | --------- | --------- |
|          | Daniil Medvedev         | 1         | 1         |
| CAN      | Félix Auger-Aliassime   | 9         | 2         |
| GBR      | Cameron Norrie          | 13        | 3         |
| SRB      | Miomir Kecmanović       | 33        | 4         |
| ITA      | Fabio Fognini           | 54        | 5         |
| USA      | Brandon Nakashima       | 56        | 6         |
| AUS      | Thanasi Kokkinakis      | 69        | 7         |
| ARG      | Tomás Martín Etcheverry | 72        | 8         |
| FRA      | Quentin Halys           | 74        | 9         |

- Bảng xếp hạng vào ngày 25 tháng 7 năm 2022.[2]

### Vận động viên khác
Đặc cách:
- Alex Hernández
- Feliciano López
- Rodrigo Pacheco Méndez

Vượt qua vòng loại:
- Nick Chappell
- Rinky Hijikata
- Max Purcell
- Kaichi Uchida

Thua cuộc may mắn:
- Nicolás Barrientos
- Gonzalo Villanueva

### Rút lui
Trước giải đấu
- Fabio Fognini → thay thế bởi  Gonzalo Villanueva
- John Isner → thay thế bởi  Fernando Verdasco
- John Millman → thay thế bởi  Nicolás Barrientos
- Diego Schwartzman → thay thế bởi  Yannick Hanfmann
- João Sousa → thay thế bởi  Ričardas Berankis

## Nội dung đôi

### Hạt giống
| Quốc gia | Tay vợt           | Quốc gia | Tay vợt         | Xếp hạng1 | Hạt giống |
| -------- | ----------------- | -------- | --------------- | --------- | --------- |
| MEX      | Santiago González | ARG      | Andrés Molteni  | 67        | 1         |
| AUS      | Matthew Ebden     | AUS      | Max Purcell     | 71        | 2         |
| URU      | Ariel Behar       | ECU      | Gonzalo Escobar | 89        | 3         |
| RSA      | Raven Klaasen     | BRA      | Marcelo Melo    | 93        | 4         |

- 1 Bảng xếp hạng vào ngày 25 tháng 7 năm 2022.

### Vận động viên khác
Đặc cách:
- Facundo Bagnis /  Alex Hernández
- Ernesto Escobedo /  Rodrigo Pacheco Méndez

Thay thế:
- Radu Albot /  Ričardas Berankis
- Max Schnur /  John-Patrick Smith

### Rút lui
- Ernesto Escobedo /  Rodrigo Pacheco Méndez → thay thế bởi  Radu Albot /  Ričardas Berankis
- Quentin Halys /  João Sousa → thay thế bởi  Max Schnur /  John-Patrick Smith
- Aleksandr Nedovyesov /  Aisam-ul-Haq Qureshi → thay thế bởi  Tomás Martín Etcheverry /  Tseng Chun-hsin

## Nhà vô địch

### Đơn
- Daniil Medvedev đánh bại  Cameron Norrie, 7–5, 6–0

### Đôi
- William Blumberg /  Miomir Kecmanović  đánh bại  Raven Klaasen /  Marcelo Melo, 6–0, 6–1